# Vùng của Phần Lan
Phần Lan được tạo thành từ 19 vùng (tiếng Phần Lan: maakunta; tiếng Thụy Điển: landskap), mỗi vùng được điều hành bởi Hội đồng Vùng. Nhiệm vụ chính của Hội đồng vùng là quy hoạch vùng, phát triển doanh nghiệp và giáo dục. Ngoài ra, các dịch vụ y tế công cộng thường được tổ chức trên cơ sở các vùng. Hiện tại, vùng duy nhất có hội đồng vùng do người dân bầu lên là Kainuu. Các hội đồng vùng còn lại thì do các hội đồng khu tự quản trực thuộc vùng bầu ra, mỗi đô thị gửi đại diện theo tỷ lệ dân số.
Ngoài hợp tác liên thành phố, còn có 15 Trung tâm Phát triển Kinh tế, Giao thông và Môi trường (tiếng Phần Lan: elinkeino-, liikenne- ja ympäristökeskus, viết tắt là ELY-keskus), chịu trách nhiệm quản lý địa phương về lao động, nông-lâm-ngư nghiệp và các vấn đề về kinh doanh. Mỗi trung tâm sẽ chịu trách nhiệm cho một hoặc nhiều vùng, bao gồm cả các văn phòng của Bộ Kinh tế và Việc làm, Bộ Giao thông truyền thông và Bộ Môi trường. Các văn phòng vùng của Lực lượng Quốc phòng Phần Lan chịu trách nhiệm cho việc chuẩn bị quốc phòng và quản lý việc động viên tòng quân trong vùng.

## Danh sách các vùng
| Huy hiệu                  | Tên                | Tên tiếng Phần Lan | Tên tiếng Thụy Điển  | Thủ phủ      | Bản đồ                                            |
| ------------------------- | ------------------ | ------------------ | -------------------- | ------------ | ------------------------------------------------- |
| Nội địa                   | Lapland            | Lappi              | Lappland             | Rovaniemi    | (Đường màu xám là ranh giới của các tỉnh lịch sử) |
| Bắc Ostrobothnia          | Bắc Ostrobothnia   | Pohjois-Pohjanmaa  | Norra Österbotten    | Oulu         | (Đường màu xám là ranh giới của các tỉnh lịch sử) |
| Kainuu                    | Kainuu             | Kainuu             | Kajanaland           | Kajaani      | (Đường màu xám là ranh giới của các tỉnh lịch sử) |
| Bắc Karelia               | Bắc Karelia        | Pohjois-Karjala    | Norra Karelen        | Joensuu      | (Đường màu xám là ranh giới của các tỉnh lịch sử) |
| Bắc Savonia               | Bắc Savo           | Pohjois-Savo       | Norra Savolax        | Kuopio       | (Đường màu xám là ranh giới của các tỉnh lịch sử) |
| Nam Savonia               | Nam Savo           | Etelä-Savo         | Södra Savolax        | Mikkeli      | (Đường màu xám là ranh giới của các tỉnh lịch sử) |
| Nam Ostrobothnia          | Nam Ostrobothnia   | Etelä-Pohjanmaa    | Södra Österbotten    | Seinäjoki    | (Đường màu xám là ranh giới của các tỉnh lịch sử) |
| Đau xương khớp trung ương | Trung Ostrobothnia | Keski-Pohjanmaa    | Mellersta Finland    | Kokkola      | (Đường màu xám là ranh giới của các tỉnh lịch sử) |
| Loạn sản                  | Ostrobothnia       | Pohjanmaa          | Österbotten          | Vaasa        | (Đường màu xám là ranh giới của các tỉnh lịch sử) |
| Pirkanmaa                 | Pirkanmaa          | Pirkanmaa          | Birkaland            | Tampere      | (Đường màu xám là ranh giới của các tỉnh lịch sử) |
| Trung Phần Lan            | Trung Phần Lan     | Keski-Suomi        | Mellersta Finland    | Jyväskylä    | (Đường màu xám là ranh giới của các tỉnh lịch sử) |
| Satakunta                 | Satakunta          | Satakunta          | Satakunta            | Pori         | (Đường màu xám là ranh giới của các tỉnh lịch sử) |
| Phần Lan đúng             | Tây Nam Phần Lan   | Varsinais-Suomi    | Egentliga Finland    | Turku        | (Đường màu xám là ranh giới của các tỉnh lịch sử) |
| Nam Karelia               | Nam Karelia        | Etelä-Karjala      | Södra Karelen        | Lappeenranta | (Đường màu xám là ranh giới của các tỉnh lịch sử) |
| Päijänne Tavastia         | Päijät-Häme        | Päijät-Häme        | Päijänne-Tavastland  | Lahti        | (Đường màu xám là ranh giới của các tỉnh lịch sử) |
| Phù hợp                   | Kanta-Häme         | Kanta-Häme         | Egentliga-Tavastland | Hämeenlinna  | (Đường màu xám là ranh giới của các tỉnh lịch sử) |
| Uusimaa                   | Uusimaa            | Uusimaa            | Nyland               | Helsinki     | (Đường màu xám là ranh giới của các tỉnh lịch sử) |
| Kymenlaakso               | Kymenlaakso        | Kymenlaakso        | Kymmenedalen         | Kouvola      | (Đường màu xám là ranh giới của các tỉnh lịch sử) |
| Vùng đất                  | Åland              | Ahvenanmaa         | Åland                | Mariehamn    | (Đường màu xám là ranh giới của các tỉnh lịch sử) |

### Danh sách vùng đã giải thể
| Huy hiệu | Tên          | Tên tiếng Phần Lan | Tên tiếng Thụy Điển | Thủ phủ | Ngày giải thể   |
| -------- | ------------ | ------------------ | ------------------- | ------- | --------------- |
|          | Đông Uusimaa | Itä-Uusimaa        | Östra Nyland        | Porvoo  | 1 tháng 1, 2011 |